# Bataille de Beit Hanoun
- Bande de Gaza sous contrôle palestinien
- Étendue revendiquée de l'invasion israélienne de Gaza
- Bande de Gaza sous contrôle israélien
- Zones évacuées à l'intérieur d'Israël
- Avancée maximale du Hamas en Israël
- Zone de Gaza évacuée sur ordre d'Israël

Guerre à Gaza depuis 2023
Batailles
Chronologie
- 2023
- 2024

Engagements militaires
- Attaque du Hamas contre Israël
  - Réïm
  - Sdérot
  - Sufa
  - Zikim
- Guerre Israël-Hezbollah
  - Invasion israélienne du Liban
- Invasion israélienne de la bande de Gaza
  - Beit Hanoun
  - Siège de Gaza
    - Hôpital Al-Shifa
    - Shuja'iyya

  - Khan Younès
- Incursions israéliennes en Cisjordanie
- Rafah

Attaques et massacres
- Festival de musique de Réïm
- Netiv HaAsara
- Alumim
- Be'eri
- Ein Hashlosha
- Holit
- Kfar Aza
- Kissoufim
- Nahal Oz
- Nir Oz
- Nirim
- Nir Yitzhak
- Camp de Jabaliya
  - Attaque du 31 octobre
- Al-Shati
- Tour Hajji
- Évacuations de Gaza
- Poste de frontière d'Erez
- Hôpital Al-Ahli Arabi
- École de l'UNRWA
- Église Saint-Porphyre
- Convoi médical d'Al-Shifa
- Camp d'Al-Maghazi
- École Al-Buraq
- Massacre de la farine
- Tel al-Sultan

Débordement
- Implication des Houthis
  - Attaques de Taba et Nuweiba
  - Détournement du Galaxy Leader
  - Opération Gardien de la prospérité
  - Attaque du Maersk Hangzhou
  - Frappes au Yémen
  - Opération Aspides
- Attaques des bases américaines au Proche-Orient
  - Tour 22
  - Bombardements du 3 février 2024
- Assassinat de Saleh al-Arouri
- Conflit Iran-Israël
  - Damas
  - Bombardements d'avril 2024
  - Bombardements d'octobre 2024

Voir aussi
- Crise humanitaire
- Enlèvements
- Blocus de la bande de Gaza
- Crimes de guerre
- Pertes humaines
- Évacuations
  - Nord de la bande de Gaza
- Couverture médiatique
- Réactions internationales
- Manifestations
- Anti-palestinisme
- Islamophobie
- Antisémitisme

La bataille de Beit Hanoun est un affrontement opposant l'armée israélienne aux milices armées palestiniennes lors de l'invasion israélienne de la bande de Gaza, contre-attaque à l'attaque du Hamas contre Israël le 7 octobre 2023, pendant la guerre à Gaza. La bataille débute le 27 octobre 2023 par l'entrée de l'armée israélienne dans la localité de Beit Hanoun et s'achève près de deux mois plus tard lorsque la ville est annoncée « nettoyée » des combattants du Hamas. Cependant, les affrontements (de moindres intensités) se poursuivent, obligeant Tsahal à redéployer de mars à mai 2024 des unités dans la ville pour faire face au retour des combattants du Hamas.

## Chronologie

### Premiers affrontements en périphérie de la ville
Le 27 octobre, la branche militaire du Hamas affronte pour la première fois les forces de défense israéliennes (FDI) à Beit Hanoun, dans le nord de Gaza, des « engagements violents » ayant lieu. Selon des sources pro-palestiniennes, Tsahal a mené dans la nuit « une incursion très limitée » dans la banlieue de la ville. Le même jour, le Hamas déclare avoir « déjoué une incursion terrestre israélienne à Beit Hanoun ».
Le 31 octobre, les forces israéliennes affirment avoir avancé dans la périphérie de Beit Hanoun pour mener des opérations de nettoyage[non neutre], dans le but d'assiéger la ville de Gaza.
Le 1er novembre, le Hamas revendique la destruction de plusieurs chars et véhicules blindés israéliens, dont au moins quatre chars israéliens Merkava à l'aide de grenades propulsées par roquette antichar Yasin 105 à Beit Hanoun. Les brigades al-Qassam bombardent un rassemblement de soldats israéliens près de Beit Hanoun à l'aide d'un quadrirotor. Le lendemain, les forces israéliennes percent depuis l'est et le sud dans le cadre d'un effort visant à encercler et à avancer vers la ville.

### Avancées israéliennes
Tsahal poursuit son avancée à Beit Hanoun le 4 novembre. Des affrontements éclatent dans la rue al-Karameh, la principale intersection nord-sud de la ville. Les brigades al-Qassam publient des images de leurs militants manœuvrant dans les tunnels de Beit Hanoun et attaquant les forces israéliennes avec diverses armes.
Le 11 novembre, Tsahal annonce la mort de quatre soldats israéliens, tués dans un tunnel piégé à Beit Hanoun, tandis qu'un autre meurt lors de combats dans le nord. Les FDI affirment avoir avancé au-delà de la ville au plus tard le 12 novembre et publient une vidéo montrant la brigade Harel opérant au sud de Beit Hanoun. Les combattants du Hamas continuent cependant leurs attaques, au-delà de la ligne d'avancée de Tsahal. Les brigades al-Qassam déclarent avoir fait exploser un engin explosif improvisé antipersonnel contre les forces adverses s'étant réfugiées dans une maison à Beit Hanoun.
Face à l'ampleur des destructions, la ville est décrite comme « non seulement morte, mais n'existant plus ».
Le Hamas annonce le 15 novembre avoir détruit quatre véhicules israéliens à l'aide de lance-roquettes Yassine 105 à Beit Hanoun.

### Prise de la ville et retrait israélien
Le 18 décembre 2023, les forces israéliennes annoncent avoir pris le contrôle total de Beit Hanoun, tout en ayant totalement détruit le bataillon Beit Hanoun du Hamas.
Deux jours plus tard, Israël commence à mener des opérations dans la zone tandis que le Hamas continue ses attaques à l'arme légère, y compris par des fusillades au volant.
Les forces israéliennes se retirent finalement de Beit Hanoun le 24 décembre, au milieu de violents combats avec des groupes terroristes palestiniens. Les quelques civils retournant dans les ruines de la ville indiquent ne plus voir de véhicule militaire dans les rues. Les bombardements israéliens pleuvent continuellement sur Beit Hanoun,.
Selon d'anciens habitants retournés sur les lieux après le retrait des forces israéliennes, « toutes les structures sont détruites », et ils décrivent la majeure partie de Beit Hanoun comme étant « rasée ».
Le 26 décembre, le Hamas poursuit ses attaques dans la zone menant des opérations de maintien à l'aide d'engins explosifs improvisés.

### Incursions temporaires israéliennes
Le 15 janvier 2024, les brigades Al-Qods tirent une salve de roquettes depuis Beit Hanoun vers le sud d'Israël alors que des militants palestiniens commencent à infiltrer les zones où Tsahal opérait précédemment dans le nord de Gaza.
Le 9 mars, le bataillon Netzah Yuhda (143e division) de la brigade Kfir de Tsahal opère dans la ville, ciblant les combattants palestiniens revenus depuis le précédent retrait de Tsahal.
Le 4 avril, la 7643e brigade Gefen (division de Gaza) et le bataillon Netzah Yehuda (brigade 900, 99e division de réserve) continuent les combats à Beit Hanoun et annoncent la mort d'un commandant de compagnie du Hamas.
Le 23 mai, Tsahal annonce avoir tué Hussein Fayyad, le commandant du bataillon du Hamas dans un tunnel à Jabaliya dans le cadre d'une offensive antiterroriste dans la zone. Celui-ci réapparait en vie en 2025 après l'accord de cessez-le-feu.
Le 31 mai, l'armée israélienne annonce se retirer de Beit Hanoun et de toutes les zones du nord de Gaza après 20 jours de bataille à Jabaliya.
Durant l'automne 2024, l'armée israélienne mène une nouvelle offensive pour obliger les habitants à abandonner la ville, leur ordonnant de partir vers le sud de la bande de Gaza.